# Iglesia de Nuestra Señora de Belén (Crevillente)

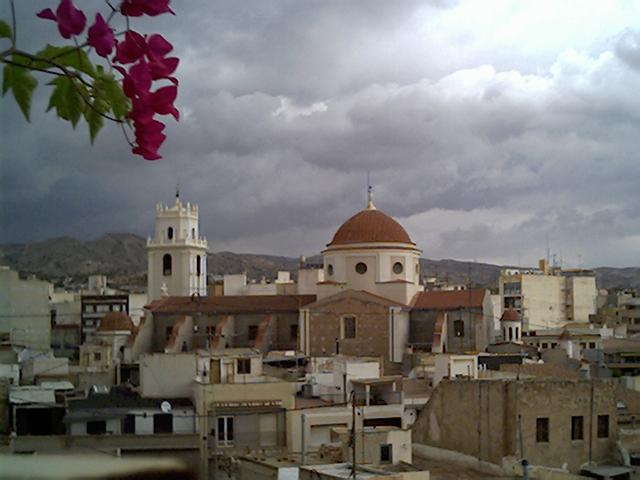
Iglesia de Nuestra Señora de Belén en una tarde nublada de diciembre de 2004.

La iglesia de Nuestra Señora de Belén de Crevillente (Alicante) es un templo de culto católico construido entre finales del siglo XVIII e inicios del XIX. Se trata de la iglesia parroquial más grande de la diócesis de Orihuela-Alicante.

## Historia
La iglesia comenzó a construirse en 1772, bajo la dirección del arquitecto Miguel Francia, siendo finalmente bendecida el 29 de junio de 1828. La iglesia tiene planta de cruz latina y una cúpula de crucero de tejas ocres. En la fachada destacan, a la izquierda, la torre del campanario de planta cuadrada; en el centro, un atrio descubierto ante la puerta principal formado por tres arcos de medio punto; y a la derecha, otra cúpula más pequeña, también de tejas ocres, que se alza sobre una capilla.